# Függvénysorozatok konvergenciája
A valós analízisben függvénysorozaton olyan sorozatot értünk, melynek minden eleme egy valós függvény. A számsorozatokhoz hasonlóan értelmezhető függvénysorozatok konvergenciája is. Ennek két főbb változatát különböztetjük meg: a pontonkénti, illetve az egyenletes konvergenciát.

## Pontonkénti konvergencia
Legyen az {\displaystyle f_{n}:X\to \mathbb {R} } egy {\displaystyle X\,\!} halmazon értelmezett függvénysorozat. Azt mondjuk, hogy {\displaystyle f_{n}\,\!} pontonként konvergál az {\displaystyle f:X\to \mathbb {R} } függvényhez, ha minden rögzített {\displaystyle x\in X} számra
Jelölése: {\displaystyle \lim f_{n}=f}
Tehát az értelmezési tartomány minden {\displaystyle x\,\!} pontjához definiálunk egy olyan számsorozatot, melynek {\displaystyle n\,\!}. eleme éppen az az érték, amit {\displaystyle f_{n}\,\!} az {\displaystyle x\,\!}-hez rendel. Ha az összes ilyen sorozat konvergens lesz, akkor ezek határértéke kijelöli {\displaystyle f\,\!}-nek a különböző {\displaystyle x\,\!}-ekhez rendelt értékeit. Ekkor azt mondjuk, hogy {\displaystyle f_{n}\,\!} pontonként konvergens, és limesze az {\displaystyle f\,\!} függvény.
A pontonkénti konvergencia (az egyenletes konvergenciával ellentétben) kivezet a folytonos függvények köréből, azaz még csupa folytonos függvényből álló {\displaystyle f_{n}\,\!} függvénysorozat esetén sem biztos, hogy azok limesze is folytonos lesz.

### Példa
Legyen {\displaystyle f_{n}:\left[0,\,1\right]\to \mathbb {R} ,\,f_{n}(x)=x^{n}\!}. Az {\displaystyle x^{n}\,\!} függvény folytonos a pozitív egész {\displaystyle n\,\!}-ekre, ezért {\displaystyle f_{n}\,\!} elemei is azok. Mivel {\displaystyle x^{n}\,\!} a 0-hoz tart {\displaystyle 0\leq x<1} esetén és 1-hez {\displaystyle x=1\,\!} esetén, ezért
Ez a függvény nyilván nem folytonos az 1 pontban.

## Egyenletes konvergencia
Azt mondjuk, hogy egy {\displaystyle f_{n}:X\to \mathbb {R} } függvénysorozat egyenletesen konvergál az {\displaystyle f:X\to \mathbb {R} } függvényhez az {\displaystyle X\,\!} halmazon, ha minden {\displaystyle \varepsilon >0} számhoz létezik olyan {\displaystyle n_{0}\in \mathbb {N} } küszöbindex, hogy tetszőleges {\displaystyle n\geq n_{0}} esetén minden {\displaystyle x\in X}-re teljesül, hogy
Jelölése: {\displaystyle f_{n}\,\!}  {\displaystyle f\!}
Az egyenletes konvergencia már zárt a folytonos függvények halmazára nézve, azaz folytonos függvények limesze is folytonos.
Ha egy egy függvénysorozat egyenletesen tart {\displaystyle f\,\!}-hez, akkor pontonként is. Ez fordítva nem feltétlenül igaz. A különbség lényege, hogy adott {\displaystyle \varepsilon } mellett az egyenletes konvergencia esetén minden {\displaystyle x\,\!}-hez egy közös, míg a pontonkénti konvergencia esetben {\displaystyle x\,\!}-enként különböző küszöbindex található.